# AB4ü Bay 95b
Der AB4ü Bay 95b war ein Drehgestell-Durchgangswagen mit Seitengang, der im Verzeichnis von 1913 ebenfalls unter der Blatt-Nr. 74 aufgeführt wurde (im Verzeichnis von 1897 mit Nr. 61). Auch er war für die K.Bay.Sts.B. zum Einsatz im Schnellzugverkehr. In der Ursprungsausführung hatte er zwei Abteile der 1. Klasse, drei Abteile der 2. Klasse und eine Küche. Diese wurde schon frühzeitig (1905 ?) in zwei Abteile der 2. Klasse umgebaut, so dass der Wagen dann in seiner Aufteilung den Wagen nach Blatt 74a entsprach.

## Konstruktive Merkmale

### Untergestell
Der Grundrahmen des mit dem Wagenkasten verbundenen Untergestells war komplett aus Holz aufgebaut, welches teilweise – z. B. für die äußeren Längsträger – mit aufgeschraubten Winkeleisen verstärkt wurde. Für die Querträger wurden ebenfalls hölzerne Profile verwendet. Man versprach sich durch diese Bauweise für hochwertige Wagen einen ruhigeren Lauf. Die hölzernen Querträger zur Aufnahme der Drehschemelpfannen wurden ebenfalls mit Winkeleisen armiert. Zur Unterstützung der äußeren Längsträger wurde wegen des großen Radstandes auf beiden Seiten ein Sprengwerk mit nachstellbaren Zugstangen angebaut. Die Pufferbohlen waren komplett aus Walzprofilen aufgebaut. Als Zugeinrichtung hatten die Wagen Schraubenkupplungen mit Sicherheitshaken nach VDEV, die Zugstange war durchgehend und mittig gefedert. Als Stoßeinrichtung besaßen die Wagen Stangenpuffer mit einer Einbaulänge von 650 mm, die Pufferteller hatten einen Durchmesser von 370 mm.

### Laufwerk
Die Wagen hatten Drehgestelle bayerischer Bauart mit kurzem Radstand von 2.500 mm. Die Rahmen der Drehgestelle waren aus Blechen und Winkeln zusammengenietet. Gelagert waren die Achsen in Gleitachslagern. Die Räder hatten Speichenradkörper und einen Raddurchmesser von 1014 mm.
Bremse: Handbremse im geschlossenen Übergang an einem Wagenende. Die Wagen waren mit Druckluftbremsen des Typs Westinghouse ausgestattet.

### Wagenkasten
Das Wagenkastengerippe bestand aus einem hölzernen Ständerwerk. Es war außen mit Blech und innen mit Holz verkleidet. Die Seitenwände waren glatt und bis zur Oberkante der äußeren Längsträger heruntergezogen. Die Wagen besaßen ein flach gewölbtes Dach mit Oberlichtaufbau.
Der Innenraum hatte insgesamt fünf Abteile mit gepolsterten Sitzen. Die Abteile waren mit Schiebetüren zum Seitengang hin abgeschlossen. Die Sitzplätze der 1. Klasse konnten in Schlaflager umgewandelt werden. An einem Wagenende befand sich die mit einer Waschgelegenheit kombinierte Toilette. Auf dem gegenüberliegenden Wagenende befand sich eine Küche. Nach Rückbau der Küche wurden daraus zwei Abteile der 2. Klasse.
Zur Beheizung verfügten die Wagen über eine Dampfheizung.
Die Belüftung erfolgte über Dachlüfter bzw. über die versenkbaren Fenster.
Die Beleuchtung erfolgte durch Gaslampen. Ein großer Vorratsbehälter hing in Wagenlängsrichtung am Rahmen. Ab den 1930er Jahren erfolgte eine Umrüstung auf elektrische Beleuchtung.
Für den Übergang in die Schweiz waren die Wagen mit entsprechenden Signalstützen ausgestattet.

## Bemerkung
1930 wurde ein Wagen umgebaut. Dabei erfolgten Änderungen der Toiletteneinrichtungen und die Seitenwände der Abteilseiten wurden erneuert. Die bisherigen Doppelfenster je Abteil wurden durch große Einfachfenster ersetzt.

## Skizzen, Musterblätter, Fotos

Ansichten zu Blatt 061 aus dem WV von 1897
Zeichnung zu AB4ü Bay 95b mit Küche
Zeichnung zu AB4ü Bay 95b ohne Küche

## Wagennummern
| 1896 | Rath. | 3 | 1 226 | 1 226 |   | 21 031 Mü | 12 991 Nür |           | 10/1935 | Nürnberg | 4 |  | Pl; Wsbr; | G | D | 1 (2) | 8 | 18 |  |  | CH |  |
| 1896 | Rath. | 3 | 1 227 | 1 227 | X |           |            |           | 11/1919 |          | 4 |  | Pl; Wsbr; | G | D | 1 (2) | 8 | 18 |  |  | CH |  |
| 1896 | Rath. | 3 | 1 228 | 1 228 |   | 21 032 Mü | 12 992 Mü  | 12 992 Mü | xx/193x | München  | 4 |  | Pl; Wsbr; | G | D | 1 (2) | 8 | 18 |  |  | CH |  |